# California Suite
California Suite är en amerikansk komedifilm från 1978 i regi av Herbert Ross. Filmen bygger på en pjäs av Neil Simon. I huvudrollerna ses Alan Alda, Michael Caine, Bill Cosby, Jane Fonda, Walter Matthau, Elaine May, Richard Pryor och Maggie Smith. Filmen nominerades till två Oscars och Maggie Smith erhöll en Oscar för bästa kvinnliga biroll.

## Handling
Fem olika par är alla boende på ett hotell i Kalifornien. Det första paret är inblandat i en strid över vem som ska ta hand om deras gemensamma barn efter en tidigare skilsmässa. Det andra paret är från Philadelphia; maken har efter en vild natt haft sex med en annan kvinna och försöker förhindra att frun upptäcker det hela. Det tredje paret är från London; kvinnan har blivit nominerad till en Oscar och maken som medföljer henne är homosexuell. Det fjärde och femte paret kommer båda från Chicago och bråkar konstant med varandra under sin vistelse.

## Om filmen
Filmen erhöll en Oscar för bästa kvinnliga skådespelare i en biroll; Maggie Smith. Den fick även två stycken nomineringar: bästa scenografi och bästa manus (Neil Simon).

## Rollista i urval
- Maggie Smith - Diana Barrie
- Alan Alda - Bill Warren
- Jane Fonda - Hannah Warren
- Michael Caine - Sidney Cochran
- Walter Matthau - Marvin Michaels
- Elaine May - Millie Michaels
- Herb Edelman - Harry Michaels
- Denise Galik - Bunny
- Richard Pryor - Dr. Chauncey Gump
- Bill Cosby - Dr. Willis Panama
- Gloria Gifford - Lola Gump
- Sheila Frazier - Bettina Panama
- Dana Plato - Jenny Warren

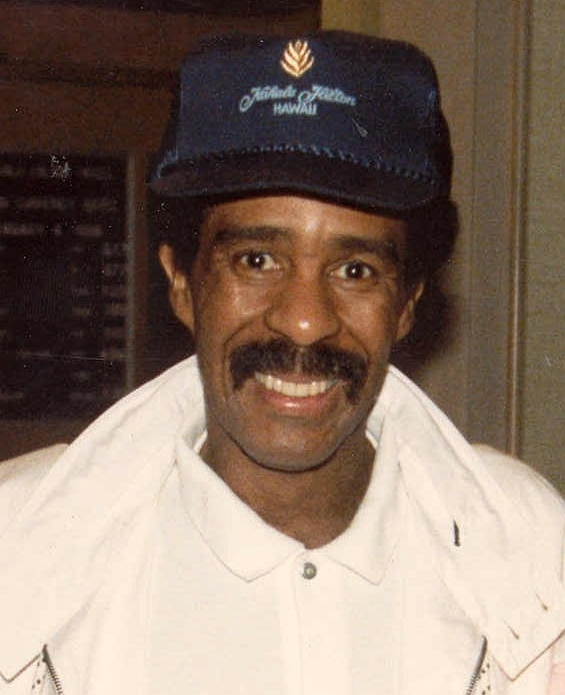
Richard Pryor
Fotograf: Alan Light

- James Coburn - pilot/motspelare till Diana Barrie i filmsekvens (cameoroll)